# چهارتنگ قلندری
چهارتنگ قلندری، روستایی از توابع بخش لوداب شهرستان بویراحمد در استان کهگیلویه و بویراحمد ایران است.

## جمعیت
این روستا در دهستان لوداب قرار دارد و براساس سرشماری مرکز آمار ایران در سال ۱۳۸۵، جمعیت آن ۸۸ نفر (۱۹خانوار) بوده‌است.